# Mahawisznu

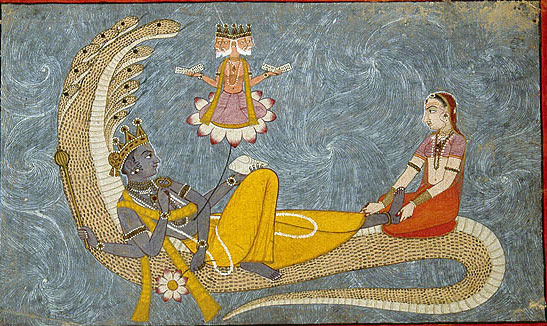
Od lewej: Garbhodakaśaji, Brahma, Lakszmi, Anata-Szesza

Mahawisznu – pierwsza inkarnacja Wisznu. Jedno z przejawień manifestacji purusza. Stwórca niezliczonej ilości wszechświatów, mąż bogini Lakszmi oraz pierwotne źródło - Garbhodakaśaji oraz Ksirodakaśaji. Zwany także Karanodakaśaji Wisznu (spoczywa na oceanie Karana).
Pojawia się w stworzeniu materialnym jedynie na pewien czas. Tymczasowo tworzy wszechświaty. Jest pełną częścią Kryszny i wskutek tego – chociaż nie jest On różny od Kryszny – Jego formalne pojawienie się w materialnym świecie w postaci inkarnacji jest tymczasowe. Swarupą, czyli prawdziwą formą, jest oryginalna forma osoby Boga, który wiecznie rezyduje w świecie duchowym zwanym Waikuntha lub też Wisznuloką.
W hinduizmie uważa się, że wszechświaty produkowane są z porów ciała Mahawisznu, kiedy śpi On w transie joganidra na Oceanie Przyczyn, zwanym Garbha. Podczas Jego wydechu powstaje ogrom wszechświatów, które są następnie niszczone podczas Jego wdechu. Dominujące bóstwo każdego wszechświata, Brahma, żyje jedynie przez czas jednego oddechu Mahawisznu.
Jest oryginalną inkarnacją w tym materialnym świecie, panem czasu, natury, przyczyny i efektu, umysłu, ego, pięciu elementów, trzech sił natury, zmysłów i formy kosmicznej. Chociaż jest On panem wszelkich przedmiotów ruchomych i nieruchomych w tym materialnym świecie, Sam jest całkowicie niezależny. Mahawisznu, spoglądając na naturę materialną, pobudza ją i wówczas purusza awatar zapładnia ją żywymi istotami. Jedynie na skutek spojrzenia Mahawisznu stworzona zostaje świadomość, która jest znana jako mahat-tattva. Dominującym Bóstwem mahat-tattvy jest Wasudewa. Ta stworzona świadomość jest następnie dzielona na trzy działy czynności, odpowiednio do trzech gun.
Z Jego oddechu pojawiła się pierwotna Rygweda.